# Смирнов, Игорь Николаевич
И́горь Никола́евич Смирно́в (род. 23 октября 1941, Петропавловск-Камчатский, Камчатский край, РСФСР, СССР) — советский и приднестровский государственный и политический деятель. Первый президент непризнанной Приднестровской Молдавской Республики с 2 сентября 1991 по 30 декабря 2011 года.

## Биография
Родился 23 октября 1941 года в городе Петропавловске-Камчатском Камчатского края РСФСР в семье служащих. Отец — Николай Степанович Смирнов (1914—1952) — заслуженный учитель школы РСФСР, работал директором школы и зав. городского отдела народного образования в городе Златоуст Челябинской области, репрессирован. Мать — Зинаида Григорьевна Смирнова (Челпанова; 1916—19??) — уроженка города Сатка, работала в средствах массовой информации, а также директором дворца пионеров города Златоуста, редактором многотиражки «Строитель».

### Образование и трудовая деятельность
Юношеские годы прошли в Златоусте. После окончания ремесленного училища работал на Златоустовском металлургическом заводе. По комсомольской путёвке уехал на строительство Каховской ГЭС.
С 1959 по 1987 год работал на Электромашиностроительном заводе в городе Новая Каховка сварщиком, строгальщиком, шлифовальщиком, токарем-универсалом, начальником кузнечного цеха, цеха крупных электродвигателей, заместителем главного инженера по техническому перевооружению и внедрению новой техники, заместителем директора по производству.
B 1963 году призван в армию. Служил в Балашихе, под Москвой, в первой армии особого назначения, в войсках ПВО.
В 1974 году без отрыва от производства окончил Запорожский машиностроительный институт, инженер-механик. Член КПСС.
В ноябре 1987 года Смирнова командировали из Новой Каховки в город Тирасполь, Молдавской ССР.
С 1987 по 1990 год — директор тираспольского завода «Электромаш».

### Политическая деятельность

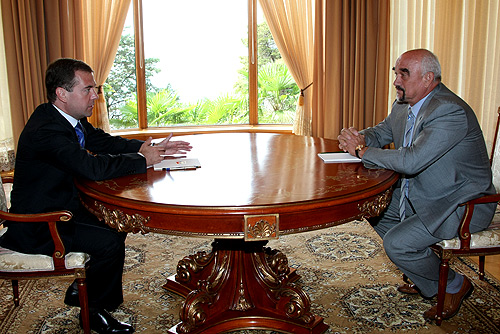
Встреча Президента России Дмитрия Медведева с Игорем Смирновым в Сочи 3 сентября 2008 года

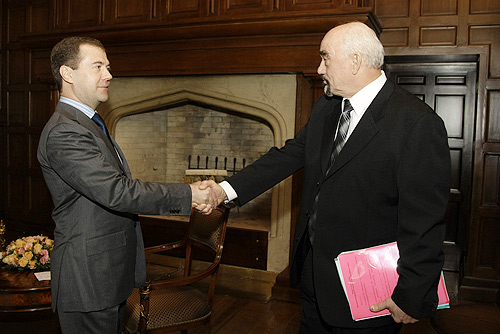
Встреча Президента России Дмитрия Медведева с Игорем Смирновым 18 марта 2009 года

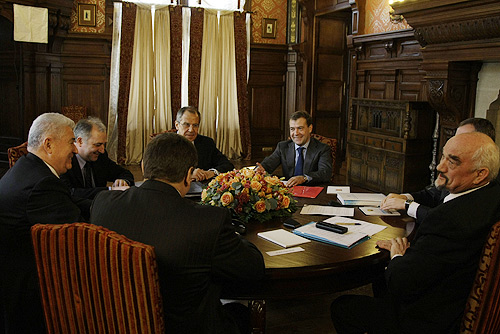
Встреча Дмитрия Медведева, Игоря Смирнова и Владимира Воронина

В 1990 году был избран по 125 округу в Верховный Совет Молдавской ССР и по 32 округу в Тираспольский городской Совет. С апреля 1990 — председатель Тираспольского городского совета народных депутатов после того, как был избран депутатами с 86 голосами (64 %) против 48 голосов за его соперника, первого секретаря Тираспольского горкома, Л. В. Цуркана.
В июне 1990 года на первом съезде депутатов всех уровней Приднестровья избран Председателем Координационного Совета по социально-экономическому развитию региона. На втором съезде, 2 сентября 1990 года, провозгласившем образование Приднестровской Молдавской Республики, был избран председателем Временного Верховного Совета ПМССР, затем председателем Верховного Совета ПМССР.
29 ноября утвержден состав делегации Приднестровья во главе с И. Смирновым для встречи с президентом СССР Михаилом Горбачёвым.
13 декабря 1990 года прокуратура Молдовы выдала ордера на аресты 3-х депутатов Тираспольского горсовета, в том числе И. Смирнова — по факту сопротивления исполнению требований Конституции РМ.
9 февраля 1991 года сессией ВС ПМССР избран главой республики (председателем ВС вместо него избран был Григорий Маракуца).
17 марта 1991 года провел на территории Приднестровья референдум о сохранении Союза ССР, запрещённый властями Молдовы на своей территории.
19 августа 1991 года одобрительно отнесся к созданию в Москве Государственного комитета по чрезвычайному положению (ГКЧП), но не успел выразить ему официальную поддержку ПМССР из-за быстрого поражения гэкачепистов.
28 августа 1991 года выехал с целью переговоров на Украину, был захвачен 29 августа в Киеве молдавской полицией и доставлен в кишинёвскую тюрьму (ранее молдавская полиция арестовала ещё несколько депутатов и руководителей местных Советов Приднестровья и Гагаузии, обвинив их, как и И. Смирнова, сначала в пособничестве ГКЧП, а затем в подстрекательстве и призывах к неповиновению законным органам власти). 1 октября 1991 освобождён с другими задержанными депутатами, после того как 2 сентября 1991 года IV съезд депутатов Приднестровья объявил ультиматум Молдове, заявив о том, что прекратит подачу электроэнергии Молдове (примерно 96-98 процентов от всей электроэнергии в республике), а инициативная группа тираспольских женщин организовала так называемую «рельсовую войну», полностью блокировав железнодорожную дорогу Кишинёв-Одесса. В период с 29 августа по 1 октября 1991 года его обязанности главы республики исполнял Андрей Пантелеевич Манойлов.
В январе 1992 года принял на себя обязанности главнокомандующего вооруженными силами ПМР, после того как был избран в декабре 1992 года президентом Приднестровья (во время вооружённого конфликта в Приднестровье в 1992 году командовал вооружёнными формированиями ПМР).
21 июля 1992 года подписал в Москве трехстороннее соглашение с президентом Молдовы Мирчей Снегуром и президентом РФ Борисом Ельциным «О мирном урегулировании вооруженного конфликта в Приднестровском регионе Республики Молдова», а также протокол о ведении разъединительных сил в зону конфликта.
В 1992 году стал одним из учредителей Содружества непризнанных государств (СНГ-2), в который вошли Приднестровье, Абхазия, Южная Осетия, Нагорный Карабах, Республика Сербская в Боснии и Сербская Краина в Хорватии (после 1995 года СНГ-2 признаков жизни не подавало, но в конце 2000 годов частично возродилось в виде «совета министров иностранных дел новообразованных республик»).
С сентября 1993 года параллельно с президентским постом, занял должность председателя правительства ПМР.
8 мая 1997 года подписал в Москве четырёхсторонний (вместе с президентом Молдовы Петром Лучинским, президентом России Борисом Ельциным и президентом Украины Леонидом Кучмой) меморандум «Об основах нормализации отношений между Республикой Молдова и Приднестровьем».
В конце 2003 года И. Н. Смирнов участвовал в организованных Москвой переговорах между ПМР и Молдавией. В ходе переговоров российская сторона предложила свой вариант урегулирования приднестровского конфликта, разработанный заместителем главы администрации президента РФ Владимира Путина Дмитрием Козаком и получивший название «Меморандум Козака». Согласно этому документу, предусматривалось создание «асимметричной федерации», в которой центральная власть оставалась у Молдавии, а Приднестровью предоставлялась максимально широкая автономия. Однако в итоге меморандум был отвергнут президентом Молдавии Владимиром Ворониным как ущемляющий суверенитет Молдавии и превращающий её в конфедерацию. После этого Игорь Смирнов заявил, что объединение Молдавии и ПМР невозможно.
3 марта 2006 года руководство Украины заявило о пропуске через свою границу только тех грузов из ПМР, которые прошли оформление в Молдавии, что фактически означало начало торговой блокады непризнанной республики. И. Н. Смирнов обвинил Украину и Молдавию в политическом давлении на Приднестровье. При этом он подчеркнул, что продолжение блокады вызовет в регионе гуманитарную катастрофу. 16 марта, после вмешательства российского МИДа, блокада была снята.
14 июня 2006 года на саммите в Сухуми главы непризнанных государств Приднестровье, Абхазия и Южная Осетия — Игорь Смирнов, Сергей Багапш и Эдуард Кокойты — подписали декларацию о сотрудничестве. В этом документе говорилось о намерении непризнанных республик создать совместные миротворческие силы в том случае, если из зон конфликтов выведут российских миротворцев. Кроме того, в документе подчёркивалось стремление трёх постсоветских территорий развивать отношения с Москвой.
В августе 2011 года в прессе появилась информация о том, главное следственное управление Следственного комитета РФ начало проверку распределения финансовой помощи, которую Россия предоставляла ПМР с 2006 года. СМИ писали, что СК РФ подозревал, что средства переводятся на счёт ЗАО «АКБ Газпромбанк», председателем совета директоров которого в 2004—2008 годах являлся сын президента ПМР Олег Смирнов, а президентом — жена Олега Марина. Впрочем, те же издания связывали появление в прессе этой информации с предстоящими в декабре 2011 года выборами президента ПМР, на которых Россия, как писали в СМИ, отказалась поддерживать кандидатуру Игоря Смирнова.

## Смирнов и Украина
За время президентства Игоря Смирнова в непризнанной республике, значительное место уделялось «украинскому вопросу». Украинский язык получил статус одного из трёх государственных языков Приднестровья, надписи на украинском языке были добавлены на денежные единицы республики, на табличках с названиями улиц в некоторых городах.
Открывались украинские школы, лицеи и гимназии, в Приднестровском государственном университете им. Шевченко была создана кафедра украинского языка и литературы. Украинцы имели свою еженедельную газету «Гомон», украинское телевидение и радиовещание. В Приднестровье строились памятники и памятные знаки выдающимся деятелям и событиям украинской истории, связанные с Приднестровьем — гетману Ивану Мазепе, Филиппу Орлику, Ивану Котляревскому и другим.
В последний год своего президентства несколько раз высказывался и о том, что Приднестровье исторически является неотъемлемой частью Украины (см.Молдавская Автономная Советская Социалистическая Республика), и возможно в будущем имеет шанс вернуться в состав единого украинского государства.
«В Приднестровье не забывают, что… наш край был органичной частью государственного, правового, гуманитарного пространства Украины. Созданная здесь впоследствии первая приднестровская государственность, подчёркнувшая культурное своеобразие региона, многими успехами в своем развитии была обязана Украинской Советской Социалистической Республике. И сегодня наши государства связывают крепкие культурные и экономические связи. Приднестровские украинцы верят в будущее Украины, поддерживают тесные связи со своей исторической Родиной, берегут свою культуру и идентичность.»
— Поздравительное послание президенту Украины по случаю Дня соборности Украины 22 января 2011 г.
«Вообще это территория Украины, если говорить откровенно. Уточняю, Советской Украины в составе СССР. Потому что Приднестровье было автономией УССР 16 лет. А если вспоминать ещё раньше, то эти земли заселялись ещё во времена Российской империи преимущественно запорожскими казаками после ликвидации Сечи или крепостными-беглецами из Украины. Например, есть у нас село Незавертайловка, его основали беглецы, потому что отсюда выдачи уже не было. Не заворачивай обратно, понимаете? Царица Екатерина II укрепляла границы империи, и подобное допускалось. Черноморские казаки селились здесь…
В начале тяжёлых 90-х годов, когда рушилась великая держава, мы собрались с единомышленниками на заводе имени Кирова, в подвале, фактически были под прицелом, но не поддались. И приняли решение обратиться к Украине с просьбой вернуться в её лоно. То есть мы хотели именно того, о чём вы говорите. Но, к сожалению, вы знаете, что тогда произошло, когда я приехал с обращением в Киев…

Пусть украинская община создаст порядок, проведёт референдум и всё. И если решит народ быть с Украиной, значит так тому и быть. Ведь именно общество создаёт государство. В каком это виде может быть? Это уже другой вопрос.»
— Интервью Игоря Смирнова «Украине молодой» 4 ноября 2011 г.

## Выборы президента
Избирался Президентом Приднестровской Молдавской Республики 4 раза:
- в 1991 году набрал 65,4 % голосов.
- в 1996 году получил поддержку 71,94 % избирателей.
- в 2001 году набрал голоса почти 82 % избирателей.
- в 2006 году получил 82,4 % голосов[16].

Результаты Референдума о независимости ПМР, проведенного 17 сентября 2006 года, стали удачным стартом предвыборной кампании. 18 сентября Игорь Смирнов официально заявил, что будет баллотироваться на следующий срок.
В 2011 году баллотировался на пятый президентский срок, вопреки посылам администрации президента России, выступившей против этого. По результатам, объявленным ЦИК ПМР, на выборах президента, которые состоялись 11 декабря 2011 года, набрал 24,66 % и занял третье место. Таким образом не прошёл во второй тур голосования.

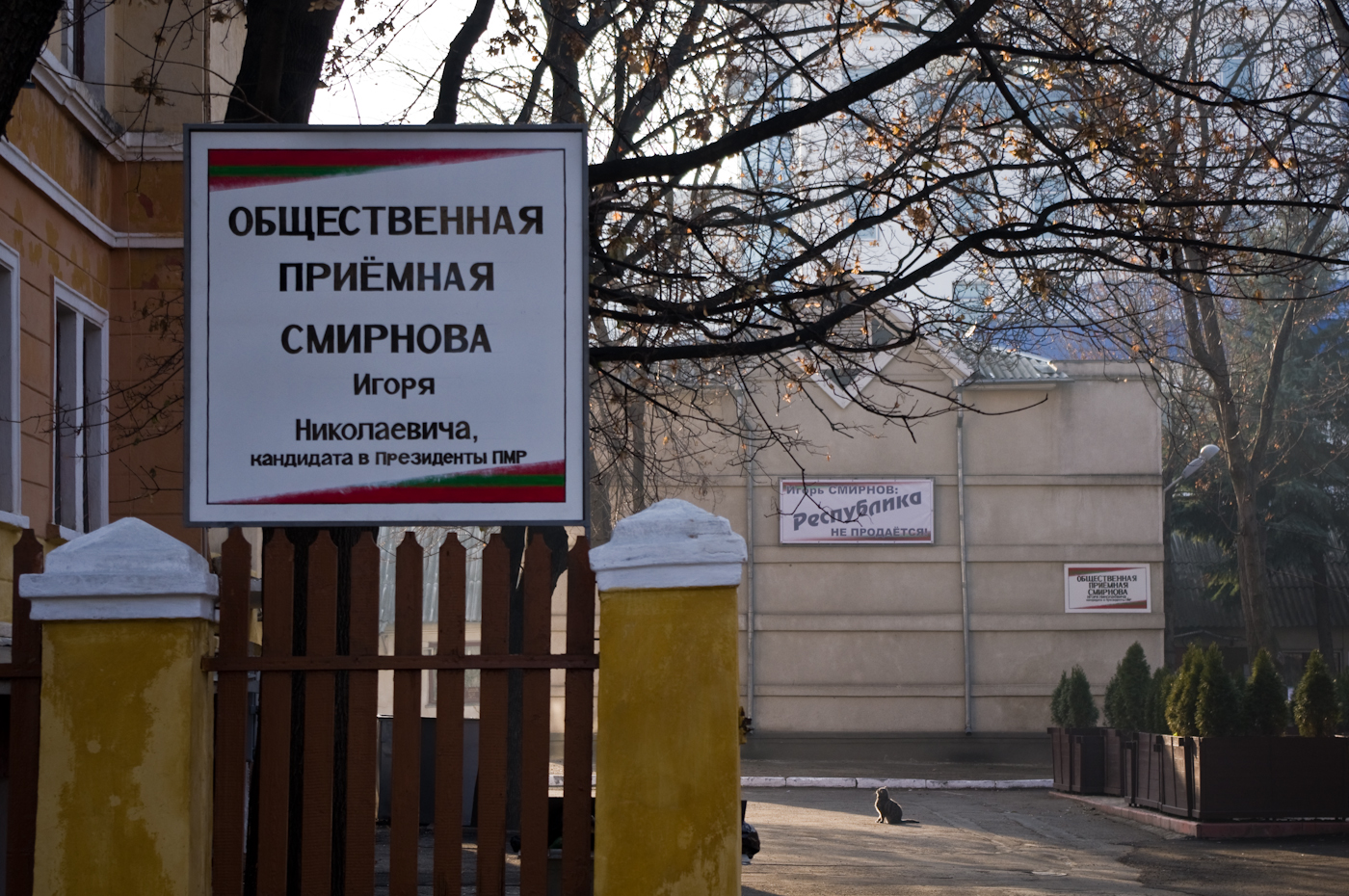
Общественная приёмная Игоря Смирнова
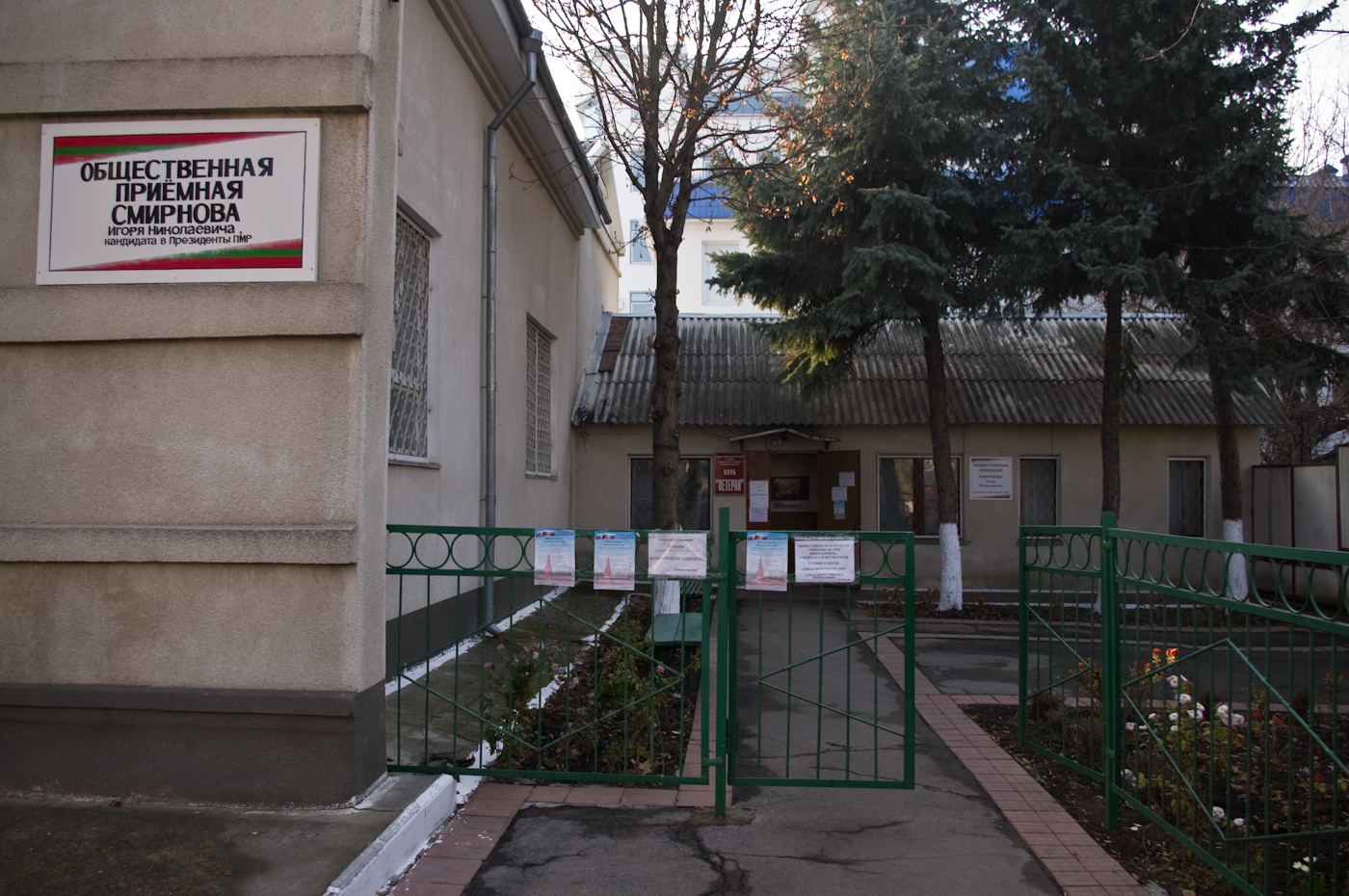
Общественная приёмная Смирнова И.Н.
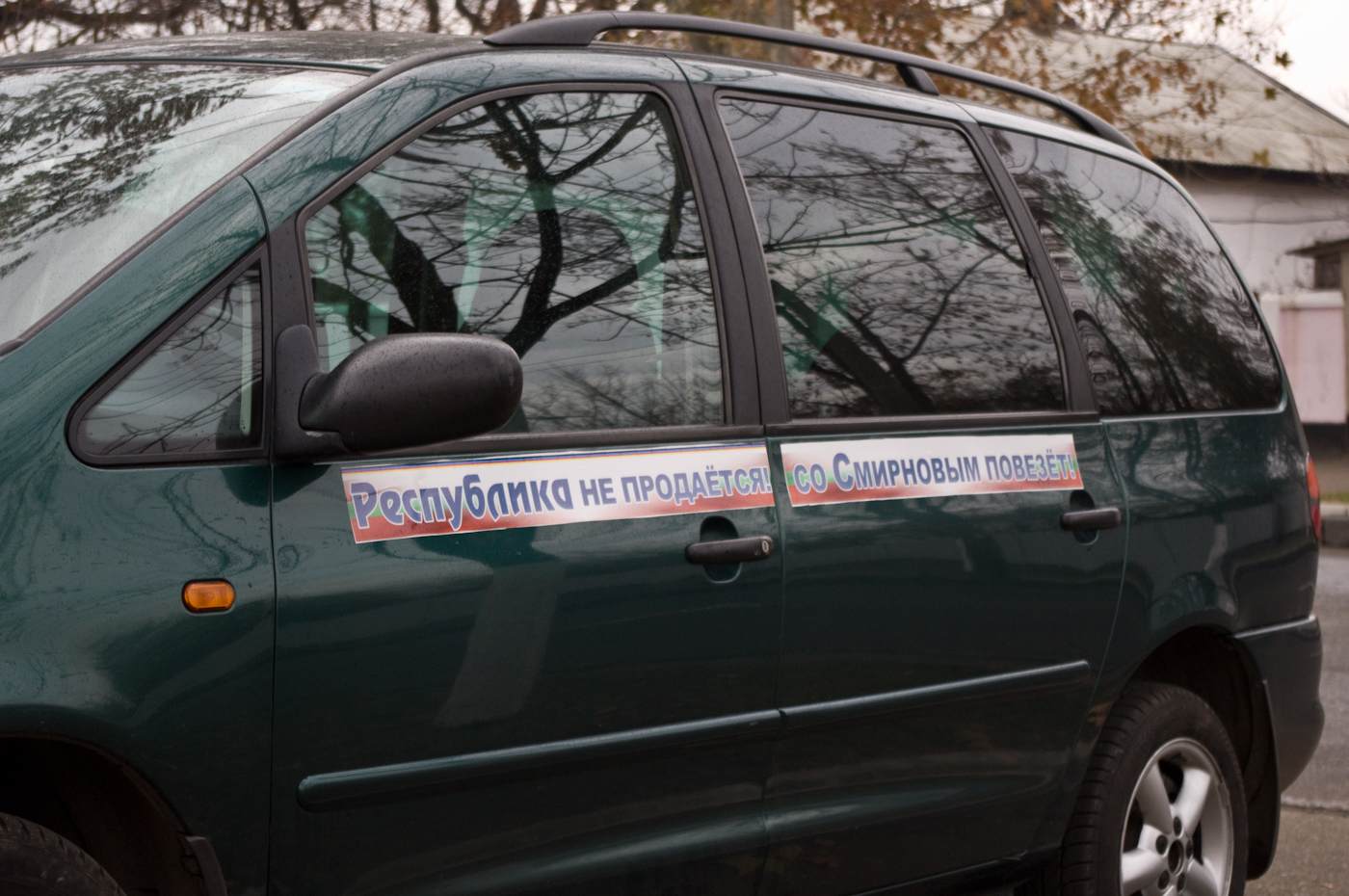
Агитация на машине

## После президентства
Некоторое время после выборов Игорь Смирнов на публике не появлялся. Сообщалось, что уже в 2012 году он посещал мероприятия в парламенте ПМР, где его принимали вполне благосклонно, а его сторонники создали новую партию. Первое публичное выступление Смирнова состоялось в середине декабря в Тирасполе: это стала открытая лекция, во время которой он раскритиковал либеральную модель глобализации. В конце лекции он заявил о своём возвращении в политику.
В 2012 году новый президент ПМР Евгений Шевчук обвинил Смирнова в вывозе в неизвестном направлении золотого запаса непризнанной республики. В ответ он заявил, что ему неизвестно, что имеется в виду, «когда говорится о золотом запасе».
В июне 2014 года он сообщил тележурналистам, что вышел на пенсию и занимается «пенсионными делами». В том же интервью он оценил войну на востоке Украины: «Думаю, сам ход событий говорит за себя о том, что нельзя убивать людей и навязывать свои собственные правила».

## Санкции
Согласно положению Европейской комиссии 2005/147/CFSP, Игорю Смирнову, его сыновьям Владимиру и Олегу, а также другим лидерам Приднестровской Молдавской Республики запрещён въезд в страны ЕС.

## Семья
- Жена — Жаннетта Николаевна Смирнова (Лотник)
  - Сын — Владимир Смирнов (род. 1961) — председатель Государственного таможенного комитета ПМР с 8 сентября 1992 года по 30 декабря 2011 года.
  - Сын — Олег Смирнов (род. 1967) — председатель Патриотической партии Приднестровья с 2006 по 2010 год.

## Почётная «учёная степень» общественных организаций
- Доктор экономических наук, профессор, академик общественной организации «Международная академия информатизации»[уточ. 1], [26][27][28]. Мосгорсправка и МАИ имеют один и тот же фактический почтовый адрес[28]. В состав учредителей Международной академии информатизации вошло руководство Мосгорсправки, возглавил организацию директор Мосгорсправки И. И. Юзвишин (ныне покойный)[28][29][30][31][32][32].
- Действительный член общественной организации «Академия экономической кибернетики Украины»[33],[34],[35].

## Звания
- Почетное звание «Первый Президент Приднестровской Молдавской Республики», (30 декабря 2011 год)
- Казачий полковник общественной организации «Союз казаков России»[36]
- «Человек десятилетия 1990—2000» в Приднестровье (2000 год)
- «Почётный гражданин г. Тирасполя» — присвоено решением Тираспольского городского Совета народных депутатов 23 августа 2005 года

## Награды и премии

### Награды Приднестровья
- Орден Суворова I степени (23 октября 2008)[37]
- Орден Суворова II степени (29 августа 2017) — за добросовестный труд в органах государственной власти, высокие организаторские и профессиональные способности и в связи с 27-й годовщиной со дня образования Приднестровской Молдавской Республики[38]
- Орден Республики
- Орден «За заслуги» I и II степени
- Орден «За личное мужество»
- Орден Почёта (ПМР) (28 августа 2015) — за личный вклад в становление и развитие Приднестровской Молдавской Республики и в связи с 25-й годовщиной со дня образования Приднестровской Молдавской Республики[39]
- Орден Г. А. Потёмкина-Таврического (2023) — за личный вклад в становление и развитие Приднестровской Молдавской Республики, за заслуги в обеспечении безопасности государства[40]
- Юбилейная медаль «25 лет Приднестровской Молдавской Республике»[41]
- Юбилейная медаль «30 лет Приднестровской Молдавской Республике»[42]
- Юбилейный знак «30 лет Верховному Совету ПМР»[43][44]

### Иностранные награды
- Орден «Честь и слава» I степени (Абхазия, 2005)[45]

### Конфессиональные награды
- Орден святого благоверного князя Даниила Московского I и II степени, (РПЦ)
- Орден преподобного Сергия Радонежского II степени, (РПЦ)
- Орден «Рождество Христово» I степени, (УПЦ)
- Орден «Святых Антония и Феодосия Киево-Печерских» I степени, (УПЦ)

### Премии
- Международная премия имени М. А. Шолохова в области литературы и искусства (2001)[46].

### Награды общественных организаций
- Крест «За службу Отечеству» II степени, (2001 год, Российская академия естественных наук)
- Орден св. Георгия Победоносца I степени, (2004 год, Российская палата личности)
- Орден Петра I Великого, (2004 год, Российская палата личности)
- Орден «Чести» I степени, (апрель 2007 год, Совет по общественным наградам России)
- Орден святой Анны I степени, (2009 год, Российский императорский дом)[47].
- Орден «Казачья слава» II степени, (август 2010 год, Черноморское казачье войско)[48].

## Историко-публицистические и документально-биографические произведения
- Сборник «Жить на нашей земле», (2001)[49]
- «Вместе с Россией», (2007)[50]
- «Приднестровский характер», (2011)[51]

## Комментарии
1. ↑  Согласно своему Уставу позиционирующая себя как организация, в которую «входят ученые, специалисты, государственные и общественные деятели, способствующие развитию информационных технологий и процессов всех отраслей хозяйства, информационно-производственной деятельности всех областей науки, информатизации общества, обеспечению информационноемких ресурсов, созданию единого мирового информационного пространства».